# Lijst van beelden in Venray
Dit is een (onvolledige) chronologische lijst van beelden in Venray. Onder een beeld wordt hier verstaan elk driedimensionaal kunstwerk in de openbare ruimte van de Nederlandse gemeente Venray, waarbij beeld wordt gebruikt als verzamelbegrip voor sculpturen, standbeelden, installaties, gedenktekens en overige beeldhouwwerken.

## Blitterswijck
| Geplaatst | Omschrijving                     | Kunstenaar    | Straat      | Plaats        | Materiaal | Afbeelding |
| --------- | -------------------------------- | ------------- | ----------- | ------------- | --------- | ---------- |
| ca. 1952  | Heilig Hartbeeld (Blitterswijck) | Wim van Hoorn | Plein, kerk | Blitterswijck |           |            |
|           | Maria koningin met kind          |               | Plein, kerk | Blitterswijck |           |            |
| 2007      | Saamhorigheid                    | Jos Beurskens |             | Blitterswijck |           |            |

## Castenray
| Geplaatst | Omschrijving                 | Kunstenaar            | Straat                                  | Plaats    | Materiaal | AfbeeldingF |
| --------- | ---------------------------- | --------------------- | --------------------------------------- | --------- | --------- | ----------- |
| 1931      | Heilig Hartbeeld (Castenray) | Jac. Sprenkels        | Horsterweg, St. Matthiaskerk            | Castenray | steen     |             |
| 1933      | Sint Jozef                   |                       | Matthiasstraat, gemeenschapshuis de Wis | Castenray |           |             |
| 1993      | De Schanseknuppel            | Piet Hermans          | Matthiasstraat, gemeenschapshuis de Wis | Castenray |           |             |
| 2002      | They mit d'n trekbuul        | Piet Hermans          | Lollebeekweg, Horsterweg                | Castenray |           |             |
| 2007      | Indië-monument               | Marianne Hoedemaekers | Lollebeekweg, Horsterweg                | Castenray |           |             |
| 2008      | De Schânsemaker              | Chris Roose           | Lollebeekweg, Horsterweg                | Castenray |           |             |
| 2008      | Tegelbeeld                   | Hans Verschoor        | Matthiasstraat, kerk                    | Castenray |           |             |
| 2009      | Nico van Melo                | Martin Ooink          | Horsterweg                              | Castenray |           |             |
| 2010      | Carnavalsmonument (replica)  | Henk Smits            | Matthiasstraat, gemeenschapshuis de Wis | Castenray | kunsthars |             |

## Geijsteren
| Geplaatst | Omschrijving                  | Kunstenaar     | Straat                                   | Plaats     | Materiaal        | Afbeelding |
| --------- | ----------------------------- | -------------- | ---------------------------------------- | ---------- | ---------------- | ---------- |
|           | Grafsteen                     |                | Dorpsstraat, St.Willibrorduskerk         | Geijsteren |                  |            |
| 1991      | Carnavalsbeeld (De Polonaise) | Mieke van Uden | Nieuwlandsestraat, Dorpsstraat           | Geijsteren |                  |            |
| 1992      | Het Vuur                      | Harm Rutten    | Dorpsstraat / Voortweg                   | Geijsteren | blauwe hardsteen |            |
| 1996      | De Gildebroeder               |                | Dorpsstraat, gemeenschapshuis Alde Schôl | Geijsteren |                  |            |

## Heide
| Geplaatst | Omschrijving | Kunstenaar   | Straat    | Plaats | Materiaal | Afbeelding |
| --------- | ------------ | ------------ | --------- | ------ | --------- | ---------- |
| 1974      | Imker        | Piet Hermans | Heidseweg | Heide  | steen     |            |

## Leunen
| Geplaatst | Omschrijving  | Kunstenaar   | Straat                      | Plaats | Materiaal | Afbeelding |
| --------- | ------------- | ------------ | --------------------------- | ------ | --------- | ---------- |
| 1971      | Het Spelement | Gussen Wie   | Van Berlostraat, Pascherhof | Leunen |           |            |
| 1998      | De Ruuper     | Piet Hermans | Kapelweg                    | Leunen |           |            |

## Merselo
| Geplaatst | Omschrijving      | Kunstenaar     | Straat                   | Plaats  | Materiaal   | Afbeelding                        |
| --------- | ----------------- | -------------- | ------------------------ | ------- | ----------- | --------------------------------- |
| 1425      | Sint-Oda          |                | Grootdorp                | Merselo |             |                                   |
| 1896      | Ballonzuil        |                | Rozendaal (bossen)       | Merselo |             | Monument Ballonzuilbossen Merselo |
| 1923      | Heilig Hartbeeld  | Heinrich Moors | Kleindorp                | Merselo |             |                                   |
|           | Maria met kind ?  |                | Kleindorp                | Merselo |             |                                   |
| 1969      | Lerend kind       | Rien Evers     | Coppelenberg             | Merselo |             |                                   |
| 1969      | Spelend kind      | Rien Evers     | Coppelenberg             | Merselo |             |                                   |
| 2011      | Ôs Vèrké "Hennes" | Martin Ooink   | Grootdorp / Coppelenberg | Merselo | natuursteen |                                   |

## Oirlo
| Geplaatst | Omschrijving             | Kunstenaar     | Straat                         | Plaats | Materiaal | Afbeelding |
| --------- | ------------------------ | -------------- | ------------------------------ | ------ | --------- | ---------- |
| 1959      | Sint Machutus            |                | Hoofdstraat, St. Gertrudiskerk | Oirlo  |           |            |
| 1977      | Speelsheid van het kind  | Gussen Wie     | Hoofdstraat, Hogeweg           | Oirlo  |           |            |
| 1990      | De Paalzitter            | Piet Siebers   | Hoofdstraat                    | Oirlo  | hout      |            |
| 2000      | Zo verscheiden, toch één | Mieke van Uden | Hoofdstraat                    | Oirlo  |           |            |

## Oostrum
| Geplaatst | Omschrijving           | Kunstenaar      | Straat                                 | Plaats  | Materiaal | Afbeelding |
| --------- | ---------------------- | --------------- | -------------------------------------- | ------- | --------- | ---------- |
| 1909      | Calvarieberg met Piëta | Verbaak & Zonen | Meijerlaan, begraafplaats              | Oostrum |           |            |
| 1990      | Ut Aostrums Bolwerk    | Liesbeth Rutten | Mgr. Hanssenstraat                     | Oostrum |           |            |
| 1990      | Maria met kind         |                 | Mgr. Hanssenstraat, kerk               | Oostrum |           |            |
| 2003      | Vrij vogels            | Netty Werkman   | Begraafplaats, Meijerlaan              | Oostrum |           |            |
| 2010      | Stapel boeken          |                 | Henri Dunantstraat (Gilde Opleidingen) | Oostrum |           |            |

## Smakt
| Geplaatst | Omschrijving | Kunstenaar | Straat                          | Plaats | Materiaal | Afbeelding |
| --------- | ------------ | ---------- | ------------------------------- | ------ | --------- | ---------- |
| 1806      | Wapenreliëf  |            | Sint Jozeflaan, Sint-Jozefkapel | Smakt  |           |            |

## Venray
| Geplaatst   | Omschrijving                       | Kunstenaar                              | Straat                                               | Plaats | Materiaal          | Afbeelding           |
| ----------- | ---------------------------------- | --------------------------------------- | ---------------------------------------------------- | ------ | ------------------ | -------------------- |
| 1898        | Aartsengel Michael                 |                                         | Raadhuisstraat(gemeenmtehuis}                        | Venray |                    |                      |
| 1905        | Sint Jozef                         |                                         | Eindstraat (St.Jozefklooster)                        | Venray |                    | Sint Jozef           |
| 1931        | Heilig Hartbeeld                   | Angelius van der Stolk (Pater)          | Mgr. Wijnhovenpark                                   | Venray |                    |                      |
|             | Anna met kind                      |                                         | Noordsingel                                          | Venray |                    |                      |
| 1938        | St.Angela                          | Charles Vos                             | Heuvelstraat (binnentuin)                            | Venray |                    |                      |
| 1939 ?      | Heilig Hartbeeld                   | Jan Balendong                           | Sint Annaterrein                                     | Venray |                    |                      |
| 1948        | Verrezen Christus                  | Piet van Dongen                         | Spurkterdijk, begraafplaats                          | Venray |                    |                      |
| 1949        | Oorlogsmonument                    | Karel Lücker                            | Kerkpad                                              | Venray |                    |                      |
| ca.1951     | Sint Oda (reliëf)                  |                                         | Merseloseweg (Ursulinenhuis)                         | Venray |                    | Sint Oda             |
| jaren '50   | Madonna met kind (reliëf)          | Jac Maris                               | Raadhuisstraat /zijde Jerusalem                      | Venray | keramiek           |                      |
| 1953        | Mgr. H.A. Poels                    | Piet van Dongen                         | Hofstraat, Raadhuisstraat                            | Venray |                    | Dr.Poels             |
| 1956        | De Goede Herder                    | Frans Balendong                         | D'n Herk, Voorm. kapel Servaashof                    | Venray |                    | De Goede Herder      |
| 1957        | Godefridus Henschenius             | Rob Stultiens                           | Odapark                                              | Venray | beton              |                      |
| 1958 / 2017 | Triomfboog der Naastenliefde       | Hugo Brouwer                            | D'n Herk                                             | Venray | mozaïek            | Triomfboog           |
| 1962        | Reliëf (boven ingang)              |                                         | Kerkpad, St. Petrus Bandenkerk                       | Venray |                    |                      |
| 1962        | Maria en twee engelen              |                                         | Grote Markt, zij-ingang kerk                         | Venray |                    |                      |
| 1963        | Lentebode                          | Auguste Manche                          | Annapark, voorm. schouwburg de Zonnebloem, De Krekel | Venray |                    |                      |
| 1964        | Piëlhaas                           | Piet van Dongen                         | Grote Markt                                          | Venray |                    |                      |
| 1969        | Touwspringend kind                 | Johan van Zweden                        | St. Servatiusweg                                     | Venray |                    |                      |
| 1969        | Ontwaken                           | Gussen Wie                              | Langstraat, Hoebertweg                               | Venray |                    |                      |
| 1970        | (metaalplastiek)                   | Rob Stultiens                           | Merseloseweg (Vie Curi)                              | Venray | metaal             | Metaalplastiek       |
| 1971        | Metaalplastiek (Het Kreng)         | Ad Jaspers                              | Sportlaan, sporthal                                  | Venray | staal              |                      |
| 1973        | Gezin (De Knobbeltjes)             | Gussen Wie                              | Zuidsingel, Brukske                                  | Venray |                    | Gezin                |
| 1974        | Gele benen                         | Gussen Wie                              | Tinnegieterstraat, O.b.s. de Keg                     | Venray |                    |                      |
| 1974        | Abstract reliëf (sleutel?)         | Piet Schoenmakers                       | Sportlaan, sporthal                                  | Venray | keramiek           |                      |
| 1980        | De Venrayse maagd                  | Gène Eggen                              | Landweertweg                                         | Venray | steen              | De Venrayse maagd    |
| 1981        | De Draak                           | Wim Rijvers                             | Groenewoltsepad                                      | Venray |                    |                      |
| 1981        | De ononderbroken lijn              | Frans Peeters                           | Hemonystraat                                         | Venray | kunststof          |                      |
| 1981        | Omstrengeling                      | Ad Arma                                 | Leunseweg                                            | Venray |                    |                      |
| 1981        | Spelend kind                       | Dick van Wijk                           | Oostsingel, Servaashof                               | Venray |                    |                      |
| 1982        | Venray in miniatuur                | Piet Schoenmakers                       | Boterbloem, O.b.s. de Landweert                      | Venray |                    |                      |
| 1982        | Kind met step                      | Dick van Wijk                           | Wagnerstraat                                         | Venray |                    |                      |
| 1982        | Kind met hoepel                    | Dick van Wijk                           | Kiosk                                                | Venray |                    |                      |
| 1983        | Vlaswei                            | Piet Hermans                            | Boterbloem, B.s. de Vlaswei                          | Venray |                    |                      |
| 1987        | Hidup (leven)                      | Sias Fanoembi                           | De Houten Hoek                                       | Venray |                    |                      |
| 1988        | Orakel                             | Hans Reijnders                          |                                                      | Venray |                    |                      |
| 1988        | Schaapskudde                       | Dolf Wong Lun Hing                      | Centrum                                              | Venray |                    |                      |
| 1988        | Pierrot                            | Piet Hermans                            | Servaashof                                           | Venray |                    |                      |
| 1989        | Aaidieren                          | (6 kunstenaars)                         | Merseloseweg                                         | Venray | steen              | aaidieren            |
| 1990        | Gehelmd                            | Wim Klabbers                            | Odapark                                              | Venray | staal              |                      |
| 1992        | Zittend op blokken                 | Wim Klabbers                            | Odapark                                              | Venray | staal              |                      |
| 1993        | Ons dagelijks brood                | Ján Hoffstädter                         | Maasheseweg, Nelipak                                 | Venray |                    |                      |
| 1995        | Heilig Hartbeeld                   |                                         | Odapark                                              | Venray |                    |                      |
| 1996        | Vriendschap                        | Thérèse Schaeffers-van Bragt            | Grotestraat                                          | Venray | hardsteen          | Vriendschap          |
| 1996        | Krachtmens                         | Joop Wismans                            | Kruidenlaan, Sporthal de Weert                       | Venray |                    |                      |
| 1997        | De Ontmoeting                      | Wim Rijvers                             | Kerkpad                                              | Venray |                    |                      |
| 1997?       | Koningsvogelschieten               | Sjra Schoffelen                         | Passage                                              | Venray |                    |                      |
| 1998        | Würfel                             | Songhak Ky                              | Odapark                                              | Venray | cortenstaal        |                      |
| 1998        | De Wachter                         | Piet Hermans                            | Leunsweg, Eikenlaan                                  | Venray |                    |                      |
| 1998        | Brücke                             | Reinhard Buxel                          | Odapark                                              | Venray | zandsteen          |                      |
| 1999        | De Monnik                          | Jef Courtens                            | Kerkpad                                              | Venray |                    |                      |
| 2000        | In vertrouwen                      | Liesbeth Rutten                         | Stationsweg, Med. Centr. Antoniusveld                | Venray |                    |                      |
|             | (open kolom)                       |                                         | St. Servatiusweg / Annie Romeinstraat                | Venray | steen              |                      |
|             | (kolommen)                         |                                         | St. Servatiusweg / Annie Romeinstraat                | Venray | steen              |                      |
| 2000        | Kringloop (1982)                   | Fons Bemelmans                          | Grotestraat, Henseniusplein                          | Venray |                    |                      |
| 2003        | Rendez-vous                        | Hans Reijnders en diverse kunstenaars   | Schouwburgplein                                      | Venray | Belgisch hardsteen | Rendez-vous          |
| 2003        | Trefpunt                           | Anke Birnie                             | Raadhuisstraat (Engelse tuin)                        | Venray |                    |                      |
| 2004        | Verbonden                          | Liesbeth Rutten                         | Merseloseweg, Hal Ziekenhuis Vie Curi                | Venray |                    |                      |
| 2004        | Geborgenheid                       | Liesbeth Rutten                         | Raadhuisstraat (Engelse tuin)                        | Venray |                    |                      |
| 2004        | Alla luce del Sole                 | Ineke Otte                              | Odapark                                              | Venray | staal              |                      |
|             | Eend                               |                                         | Noordsingel                                          | Venray |                    |                      |
| 2004        | 50-50                              | Hans Lemmen                             | Odapark                                              | Venray | polyester / staal  |                      |
| 2005        | Alla luce da Lontano               | Ineke Otte                              | Odapark                                              | Venray | staal              |                      |
| 2005        | Beweging (vlam)                    | Thérèse Schaeffers                      | Kolkweg                                              | Venray |                    |                      |
|             | Abstractie                         | Jan Driessen                            | Raadhuisstraat (Engelse tuin)                        | Venray |                    |                      |
| 2009        | En passant                         | Liesbeth Rutten                         | Grotestraat                                          | Venray |                    |                      |
| 2009        | Love story                         | Erik Habets                             | Odapark                                              | Venray | polyester          |                      |
| 2009        | (sculptuur)                        | Piet Hermans                            | Raadhuisstraat / Noordsingel (rotonde)               | Venray | kunststof          | sculptuur            |
| 2009        | Profiel                            | Pépé Grégoire                           | Kerkpad                                              | Venray |                    |                      |
| 2010        | Godefridus Henschenius             | Sten Linssen                            | Henseniusplein                                       | Venray |                    |                      |
| 2010        | Het Paard                          | Gerard Engels                           | Kerkpad                                              | Venray |                    |                      |
| 2010        | Piëlhaasstunt                      | Erik Habets                             | Odapark                                              | Venray | polyester          |                      |
| 2010        | Zes landmarks in Venray            | Ateliereen Architecten                  | diverse                                              | Venray | cortenstaal        |                      |
| 2012        | De Bleker                          | Leerlingen Technasium Raayland College  | De Bleek                                             | Venray | RVS                |                      |
| 2012        | Denkbeeld                          | Erik Haber en clienten Vincent van Gogh | D'n Herk                                             | Venray | kunststof          | Denkbeeld            |
| 2012        | Venrayse verhalen                  | Marie-Claire Krell                      | Westsingel                                           | Venray |                    |                      |
| 2012        | Zwaard en Pen                      | Herman Geurts                           | Leunseweg                                            | Venray | cortenstaal        |                      |
|             | Houtsculptuur                      | R. van Wijlick                          | Raadhuisstraat (Engelse tuin)                        | Venray | hout               |                      |
| 2015        | Vrijheidsmonument                  | Anne Haeyen                             | Kerkpad                                              | Venray | staal / klei       |                      |
|             | Totem                              | Jacqueline Roelofs                      | Raadhuisstraat (Engelse tuin)                        | Venray | keramiek           |                      |
| 2015        | Tronen (2008)                      | Juul Baltussen                          | Raadhuisstraat                                       | Venray | cortenstaal        |                      |
| 2016        | Pinus sylvestris Veltum            | Anita Ebbing                            | Veltumse Kleffen                                     | Venray | staal              |                      |
|             | Brain                              | Theo Keurentjes                         | Raadhuisstraat (Engelse tuin)                        | Venray |                    |                      |
| 2016        | Veerboot uit de Griekse mythologie | Joseph van den Enden                    | Raadhuisstraat (Engelse tuin)                        | Venray | keramiek           |                      |
|             | (sculptuur)                        |                                         | Julianasingel / Prins Bernhardstraat                 | Venray | staal              |                      |
| 2019        | De oude gitarist                   | Toos Manders                            | Raadhuisstraat (Engelse tuin)                        | Venray |                    |                      |
|             | Liefde                             | Martin Ooink                            | Raadhuisstraat (Engelse tuin)                        | Venray |                    |                      |
| 2021        | Poort van Gelijkheid               | Stefan Bus                              | Zuidsingel / Leunseweg (rotonde)                     | Venray | kunststof          | Poort van Gelijkheid |
| 2022        | (kring) (1970)                     | Piet Schoenmakers                       | Vincentiushof                                        | Venray |                    |                      |

## Veulen
| Geplaatst | Omschrijving    | Kunstenaar     | Straat      | Plaats | Materiaal | Afbeelding |
| --------- | --------------- | -------------- | ----------- | ------ | --------- | ---------- |
| 1996      | Drinkend veulen | Goke Leverland | Veulenseweg | Veulen |           |            |

## Vredepeel
| Geplaatst | Omschrijving   | Kunstenaar           | Straat                  | Plaats    | Materiaal | Afbeelding |
| --------- | -------------- | -------------------- | ----------------------- | --------- | --------- | ---------- |
| 1965      | Maria met kind | Jan van den Thillart | Ripseweg, Middenpeelweg | Vredepeel |           |            |

## Wanssum
| Geplaatst | Omschrijving    | Kunstenaar     | Straat              | Plaats  | Materiaal   | Afbeelding |
| --------- | --------------- | -------------- | ------------------- | ------- | ----------- | ---------- |
| 2008      | Paaseilandbeeld | Juul Baltussen | Brugstraat, rotonde | Wanssum | cortenstaal |            |

## Ysselsteyn
| Geplaatst | Omschrijving      | Kunstenaar     | Straat                          | Plaats     | Materiaal | Afbeelding |
| --------- | ----------------- | -------------- | ------------------------------- | ---------- | --------- | ---------- |
| 1978      | Dansende kinderen | Rien Evers     | Pater Tulpstraat, B.s. St. Oda, | Ysselsteyn |           |            |
| 1994      | Peelboer          | Niek van Leest | Lovinckplein                    | Ysselsteyn |           |            |